# 施泰弗尔恩
施泰弗尔恩是德国莱茵兰-普法尔茨州的一个市镇。总面积20.92平方公里，总人口648人，其中男性343人，女性305人（2011年12月31日），人口密度31人/平方公里。